# Stuart Chatwood
Stuart Chatwood, (nascido em 22 de outubro, 1969 em Fleetwood, Lancashire, Inglaterra) é um músico canadense, melhor conhecido por ter sido o baixista e o tecladista da banda de rock agora defunta The Tea Party. The Tea Party foram conhecidos por fundir os estilos musicais de ambos os mundos oriental e ocidental, o qual eles chamavam de "Moroccan roll". Em 2001, Chatwood ganhou um Juno por melhor trabalho de arte pela capa de um álbum da banda.
Stuart Chatwood é também compositor de trilhas sonoras de jogos eletrônicos. Ele já compôs músicas que fizeram parte da trilha sonora de oito jogos da série Prince of Persia que foram desenvolvidos pela Ubisoft Montréal: Prince of Persia: The Sands of Time (2003), Prince of Persia: Warrior Within (2004), Prince of Persia: The Two Thrones (2005), Battles of Prince of Persia (2005), Prince of Persia: Revelations (2005), Prince of Persia: Rival Swords (2007), Prince of Persia: The Fallen King (2008) e Prince of Persia (2008). A série tem sido um sucesso, vendendo em excesso um total aproximado de dez milhões de cópias mundialmente.